# Sakazaki Naomori
Sakazaki Naomori (坂崎直盛, 1563-21 octobre 1616), né « Ukita Akiie » (宇喜多 詮家), est un daimyo du début de l'époque d'Edo, premier seigneur du domaine de Tsuwano.
Il devient confident de Ukita Naoie et Ukita Hideie. Il prend part à l'attaque contre les Uesugi d'Aizu, et plus tard à la bataille de Sekigahara, il déserte l'armée de l'Ouest d'Ukita Hidei pour rejoindre l'armée de l'Est de Tokugawa. Après la guerre, il reçoit la seigneurie du domaine de Tsuwano. Tokugawa Ieyasu lui donne aussi un nouveau nom, Sakazaki (坂崎).

## Source de la traduction
- (en) Cet article est partiellement ou en totalité issu de l’article de Wikipédia en anglais intitulé « Sakazaki Naomori » (voir la liste des auteurs).